# Raymond Robert Forster
Raymond Robert Forster (19 de juny 1922, Hastings (Nova Zelanda)–30 de juny 2000, Dunedin (Nova Zelanda)), sovint abreujat com Ray Forster, va ser un zoòleg i director de museu de Nova Zelanda. Va participar en nombroses expedicions científiques. Amb el nom abreujat de Forster va descriure com a autor, 5 famílies, 111 gèneres i 670 espècies.

## Biografia
Estudià a la Victoria University of Wellington, on el 1947 va obtenir la seva Llicenciatura en Ciències i l'any següent, va rebre obtenir el mestratge en Ciències. Als 18 anys i després de la publicació del seu primer article científic, es va convertir en entomòleg assistent en el Museu Nacional de Nova Zelanda Te Papa Tongarewa, a Wellington, des de 1940 a 1947, amb la interrupció del servei militar durant la Segona Guerra Mundial, des de 1942 a 1945. El 1948 fou nomenat director del Canterbury Museum a Christchurch. Va obtenir el doctorat en Ciències l'any 1953, es va traslladar a Dunedin, on es va convertir en cap del Museu d'Otago, càrrec que va ocupar tres dècades, des de l'any 1957 fins al 1987.
S'especialitzà en aranyes. El seu primer article el publicà als 17 anys i després n'escriuria un centenar. Entre 1967 i 1988, va publicar sis volums sobre les aranyes de Nova Zelanda, Spiders of New Zealand, amb coautors internacionals. Aquests llibres van poder publicar-se gràcies als fons recaptats per la loteria nacional. amb l'ajut de la seva esposa, Lyn, va publicar també més treballs per al públic en general, com Small Land Animals (Petits animals terrestres de Nova Zelanda) (1970), i és coautor de NZ Spiders, An Introduction (1973).

## Honors

### Eponimia
- Adoxotoma forsteri Zabka, 2004, (Salticidae)
- Anoteropsis forsteri Vink, 2002, (Lycosidae)
- Austrochilus forsteri Grismado, Lopardo & Platnick, 2003, (Austrochilidae)
- Cassafroneta forsteri Blest, 1979, (Linyphiidae)
- Hogna forsteri Caporiacco, 1955, (Lycosidae)
- Laetesia forsteri Wunderlich, 1976, (Linyphiidae)
- Mangua forsteri (Brignoli, 1983), (Synotaxidae)
- Ozarchaea forsteri Rix, 2006, (Pararchaeidae)
- Trittame forsteri Raven, 1990, (Barychelidae)